# Sergio Santos
Sergio Santos Fernández (Leganés, 3 januari 2001) is een Spaans voetballer die in het seizoen 2022/23 door Real Madrid wordt uitgeleend aan CD Mirandés.

## Clubcarrière
Santos ruilde in 2012 de jeugdopleiding van CD Leganés voor die van Real Madrid. In 2020 stroomde hij door naar Real Madrid Castilla, het beloftenelftal van de club in de Segunda División B. Dat jaar had hij onder trainer Raúl González Blanco ook al de UEFA Youth League gewonnen met de U19 van Real Madrid. In de finale tegen SL Benfica, die Real Madrid met 2-3 won, stond Santos de hele wedstrijd op het veld.
Op 22 september 2021 maakte hij zijn officiële debuut in het eerste elftal van de club: op de zesde competitiespeeldag liet trainer Carlo Ancelotti hem in de 6-1-thuiszege tegen RCD Mallorca in de 80e minuut invallen voor Nacho Fernández. In het seizoen daarvoor had Zinédine Zidane hem al opgenomen in de wedstrijdselectie voor de competitiewedstrijden tegen SD Huesca en Valencia CF en de Champions League-wedstrijden tegen Borussia Mönchengladbach en Internazionale.
In juli 2022 werd Santos door Real Madrid voor een seizoen uitgeleend aan de Spaanse tweedeklasser CD Mirandés.

## Clubstatistieken
| Seizoen         | Club                 | Land            | Competitie            | Competitie | Competitie | Beker | Beker | Supercup | Supercup | Europees | Europees | Totaal | Totaal |
| Seizoen         | Club                 | Land            | Competitie            | Wed.       | Dlp.       | Wed.  | Dlp.  | Wed.     | Dlp.     | Wed.     | Dlp.     | Wed.   | Dlp.   |
| --------------- | -------------------- | --------------- | --------------------- | ---------- | ---------- | ----- | ----- | -------- | -------- | -------- | -------- | ------ | ------ |
| 2020/21         | Real Madrid Castilla | Vlag van Spanje | Segunda División B    | 23         | 0          | —     | —     | —        | —        | —        | —        | 23     | 0      |
| 2021/22         | Real Madrid Castilla | Vlag van Spanje | Primera División RFEF | 28         | 2          | —     | —     | —        | —        | —        | —        | 28     | 2      |
| 2021/22         | Real Madrid          | Vlag van Spanje | Primera División      | 1          | 0          | 0     | 0     | 0        | 0        | 0        | 0        | 1      | 0      |
| 2022/23         | → CD Mirandés        | Vlag van Spanje | Segunda División      | 6          | 0          | 1     | 0     | —        | —        | —        | —        | 7      | 0      |
| Carrière totaal | Carrière totaal      | Carrière totaal | Carrière totaal       | 58         | 2          | 1     | 0     | 0        | 0        | 0        | 0        | 59     | 2      |

Bijgewerkt op 23 januari 2023.

## Erelijst
| Competitie        |                 |                 |                 |                 |
| Competitie        | Aantal          | Jaren           |                 |                 |
| Real Madrid –19   | Real Madrid –19 | Real Madrid –19 | Real Madrid –19 | Real Madrid –19 |
| ----------------- | --------------- | --------------- | --------------- | --------------- |
| UEFA Youth League | 1x              | 2019/20         |                 |                 |
| Real Madrid       |                 |                 |                 |                 |
| Primera División  | 1x              | 2021/22         |                 |                 |